# 小叶野海棠
小叶野海棠（学名：Bredia microphylla）为野牡丹科野海棠属下的一个种。其种加词microphylla，意为“小叶的”。